# Saint-Mandé (město)
Saint-Mandé je francouzské město v departmentu Val-de-Marne v regionu Île-de-France.

## Poloha
Ze severu hraničí s městem Montreuil a na východě s Vincennes. Na jihu a na západě sousedí s Paříží, kde tvoří hranice Vincenneský lesík a boulevard périphérique.

## Historie
Na konci 11. století zde stála malá vesnice – několik domů kolem kaple. Osada se rozrostla až po vzniku benediktinského převorství, které bylo součástí opatství Saint-Magloire v Paříži. Vesnice byla připojena k městu Charenton-Saint-Maurice. V roce 1274 nechal francouzský král Filip III. postavit hradbu kolem Vincenneského lesíka, královského loveckého panství. Obec se pak rozvíjela podél těchto hradeb.
V roce 1654 koupil panství Nicolas Fouquet, ministr financí Ludvíka XIV. Po Fouquetově zatčení v roce 1661 byl jeho majetek zabaven a prodán v roce 1705 církvi.
Saint-Mandé se v roce 1790 stalo samostatným městem. V roce 1844 při stavbě pařížských hradeb se ocitla značná část území města Saint-Mandé uvnitř hradeb a tato oblast byla v roce 1860 začleněna do dnešních čtvrtí Bel-Air a Picpus. V té době také byla postavena železniční trať do Vincennes. V roce 1929 bylo území Vincenneského lesíka připojeno k Paříži a tím byla oddělena také další část města.
V 60. letech 20. století proběhla výstavba městského obchvatu na území bývalé zony non aedificandi oddělující Saint-Mandé a 12. obvod a podél hranice mezi městy vznikl o několik let později pás protihlukových bariér.

## Doprava
Ve městě jsou dvě zastávky metra na lince 1 – Saint-Mandé a Bérault. Ve městě jsou rovněž čtyři autobusové linky provozované RATP.

## Osobnosti města
- Alexandra David-Néelová (1868–1969), belgicko-francouzská průzkumnice, anarchistka, spiritualistka, buddhistka a spisovatelka
- Bruno Cremer (1929–2010), herec
- Frédéric Diefenthal (* 1968), herec

## Partnerská města
- Akko, Izrael, 2010
- Concord, USA, 1997
- Eschwege, Německo, 1989
- Tres Cantos, Španělsko, 2005
- Waltham Forest, Spojené království, 1956